# Orthizema flavicorne
Orthizema flavicorne är en stekelart som först beskrevs av Otto Schmiedeknecht 1905.  Orthizema flavicorne ingår i släktet Orthizema och familjen brokparasitsteklar. Inga underarter finns listade i Catalogue of Life.